# Campeonato Brasileiro de Futebol Americano de 2016
O Campeonato Brasileiro de Futebol Americano de 2016 foi o campeonato nacional de futebol americano do Brasil. 
Com a extinção do Torneio Touchdown, a Confederação Brasileira de Futebol Americano anunciou que a edição de 2016 contaria com os participantes daquele torneio.
O campeonato nacional contou com 61 equipes: 30 na Superliga Nacional (divisão principal) e 31 na Liga Nacional (divisão de acesso).

## Superliga Nacional
A Superliga Nacional (divisão principal), contaria com as 15 equipes que participaram em 2015 (7 da Superliga Centro-Sul e 8 da Superliga Nordeste), as 2 equipes que garantiram acesso através da Liga Nacional de 2015 e também as 16 equipes que participaram do Torneio Touchdown 2015, totalizando 33 equipes. Com a fusão de São José Istepôs e Itapema White Sharks, este número passou de 33 para 32. Com as desistências do Jaraguá Breakers e Sergipe Redentores, disputam a Superliga 30 equipes. As duas melhores equipes disputam a grande final, o Brasil Bowl VII. A pior equipe de cada conferência é rebaixada à Liga Nacional de 2017.

### Equipes participantes
Times que vieram do Torneio Touchdown estão marcados com asterisco (*).
| Conferência Nordeste | Conferência Leste                                                                            | Conferência Leste                                                                        |
| --- | -------------------------------------------------------------------------------------------- | ---------------------------------------------------------------------------------------- |
| - América Bulls - Ceará Caçadores - João Pessoa Espectros - Recife Mariners - Recife Pirates - UFERSA Petroleiros - Vitória FA                     | Grupo 1 - Botafogo Challengers* - Minas Locomotiva* - Cabritos FA* - Vila Velha Tritões*     | Grupo 2 - Botafogo Reptiles* - Flamengo FA* - Santos Tsunami* - Vasco da Gama Patriotas* |
| Conferência Sul | Conferência Oeste                                                                            | Conferência Oeste                                                                        |
| - Coritiba Crocodiles - Foz do Iguaçu Black Sharks - Juventude FA* - Paraná HP* - São José White Sharks Istepôs - Timbó Rex* - UFPR Brown Spiders* | Grupo 1 - Campo Grande Predadores - Cuiabá Arsenal - Goiânia Rednecks - Tubarões do Cerrado* | Grupo 2 - Corinthians Steamrollers* - Lusa Lions* - São Paulo Storm - Sorocaba Vipers    |

### Premiações
| Brasil Bowl VII               |
| Santa Catarina                |
| ----------------------------- |
| Timbó Rex Campeão (1º título) |

| Conferência Nordeste de 2016 (Nordeste Bowl VII) |
| Paraíba                                          |
| ------------------------------------------------ |
| João Pessoa Espectros Campeão (7º título)        |

| Conferência Leste de 2016       |
| Rio de Janeiro                  |
| ------------------------------- |
| Flamengo FA Campeão (1º título) |

| Conferência Oeste de 2016          |
| Mato Grosso                        |
| ---------------------------------- |
| Cuiabá Arsenal Campeão (1º título) |

| Conferência Sul de 2016       |
| Santa Catarina                |
| ----------------------------- |
| Timbó Rex Campeão (3º título) |

## Liga Nacional
A Liga Nacional (divisão de acesso) contaria com 33 equipes divididas em quatro Conferências, porém as equipes do Palmeiras Locomotives e do Campo Grande Gravediggers desistiram da competição, contando agora com 31 equipes. Quatro equipes garantem vaga na Superliga Nacional de 2017.

### Equipes participantes
| Conferência Nordeste                                                            | Conferência Nordeste                                                                  | Conferência Sudeste | Conferência Sudeste |
| ------------------------------------------------------------------------------- | ------------------------------------------------------------------------------------- | --- | --- |
| Grupo Sul - Caruaru Wolves - Maceió Marechais - Náutico Horses - Olinda Sharks  | Grupo Norte - ABC Scorpions - Arcoverde Templários - Roma Gladiadores - Tropa Campina | Grupo 1 - Belo Horizonte Get Eagles - Mooca Destroyers - Uberaba Zebus - Uberlândia Lobos                                                                       | Grupo 2 - Leme Lizards - Paulínia Mavericks - Ponte Preta Gorilas - Prudente Coronéis - Rio Preto Weilers                                                       |
| Conferência Centro-Oeste                                                        | Conferência Centro-Oeste                                                              | Conferência Sul | Conferência Sul |
| Grupo 1 - Brasília Alligators - Leões de Judá - Sinop Coyotes - Sorriso Hornets | Grupo 2 - Brasília Templários - Brasília V8 - Rondonópolis Hawks                      | - Bento Gonçalves Snakes - Curitiba Lions - Joinville Gladiators - Redlions Football - Porto Alegre Pumpkins - Santa Cruz do Sul Chacais - Santa Maria Soldiers | - Bento Gonçalves Snakes - Curitiba Lions - Joinville Gladiators - Redlions Football - Porto Alegre Pumpkins - Santa Cruz do Sul Chacais - Santa Maria Soldiers |

### Premiações
| Liga Nacional de 2016                         |
| Minas Gerais                                  |
| --------------------------------------------- |
| Belo Horizonte Get Eagles Campeão (1º título) |

| Liga Nordeste de 2016             |
| Paraíba                           |
| --------------------------------- |
| Tropa Campina Campeão (1º título) |